# 70-es busz (Budapest)
A budapesti 70-es jelzésű autóbusz a Bosnyák tér és Rákospalota, MEDIMPEX között közlekedett. A vonalat a Budapesti Közlekedési Zrt. üzemeltette, 2008-ban átszámozták 125-ösre.

## Története
1961. december 11-én 24Y jelzéssel új járatot indítottak a XIV. kerületi Telepes utcától a rákospalotai Hubay Jenő térig, ahol a Járműfelszerelési Gyár előtt volt a végállomása. 1962. január 15-én ezt a járatot átszámozták 25Y-ra, és vonalát meghosszabbították a mai Székely Elek utcáig, majd 1966. december 1-jén 70-es lett a száma (a 25Y jelzést egy új járat kapta meg a Kacsóh Pongrác úti lakótelepnél). 1984. november 12-től a Mezőhegyes utca (mai Pázmány Péter utca) helyett az Eötvös és Dugonics utcában közlekedett. 1996. március 1-jén a MEDIMPEX-ig hosszabbították, ahová korábban a 25-ös busz járt. 2008. szeptember 6-ától 125-ös jelzéssel közlekedik változatlan útvonalon, néhány megállóhelye Rákospalotán módosult.

## Útvonala
| Rákospalota, MEDIMPEX felé | Bosnyák tér felé |
| --- | --- |
| Bosnyák tér vá. – Csömöri út – Nagy Lajos király útja – Telepes utca – Öv utca – Erzsébet királyné útja – Kolozsvár utca – Rekettye utca – Rákos út – Dembinszky utca – Pázmány Péter utca – Dugonics utca – Eötvös utca – Deák utca – Fő út – Csobogós utca – Közvágóhíd utca – Károlyi Sándor út – Szántóföld út – Mélyfúró utca – Felsőkert utca – Károlyi Sándor út – Rákospalota, MEDIMPEX vá. | Rákospalota, MEDIMPEX vá. – Károlyi Sándor út – Közvágóhíd utca – Csobogós utca – Fő út – Deák utca – Eötvös utca – Dugonics utca – Pázmány Péter utca – Dembinszky utca – Rákos út – Rekettye utca – Kolozsvár utca – Erzsébet királyné útja – Öv utca – Telepes utca – Fűrész utca – Csömöri út – Bosnyák tér vá. |

## Megállóhelyei
| 0  | Bosnyák tér végállomás                     | 29 | 7, 7, 24, 32, 73, 77, 173, Pólus 3, 62     |
| ∫  | Lőcsei út                                  | 29 | 24, 77                                     |
| 1  | Telepes utca                               | ∫  | 24, 77                                     |
| 2  | Fűrész utca                                | 28 | 24, 77                                     |
| 3  | Szentes utca                               | 27 | 24                                         |
| 4  | Öv utca (↓) Telepes utca (↑)               | 26 | 24                                         |
| 5  | Kerékgyártó utca                           | 25 | 24                                         |
| 6  | Szuglói körvasút sor (↓) Öv utca (↑)       | 24 | 24, 25, 67V 62, 69                         |
| 7  | Rekettye utca (↓) Kolozsvár utca (↑)       | 23 | Palota                                     |
| 8  | Perczel Mór utca                           | 22 |                                            |
| 9  | Rákos út (↓) Rekettye utca (↑)             | 21 |                                            |
| 10 | Karatna tér                                | 20 | 25A                                        |
| 12 | Dembinszky utca (↓) Rákos út (↑)           | 18 | 25, Palota                                 |
| 12 | Patyolat utca                              | 17 |                                            |
| 13 | Pázmány Péter utca (↓) Dembinszky utca (↑) | 16 |                                            |
| 14 | Dugonics utca (↓) Pázmány Péter utca (↑)   | 15 | Istvántelek                                |
| 15 | Eötvös utca (↓) Dugonics utca (↑)          | 14 |                                            |
| 16 | Szerencs utca                              | 13 |                                            |
| 17 | Eötvös utca 74. (↓) Arany János utca (↑)   | 12 | 25                                         |
| 18 | Rädda Barnen utca                          | 11 | 25                                         |
| 19 | Hubay Jenő tér                             | 10 | 25, 25, 25A, 96, 96, 96A, 104, 170, Palota |
| ∫  | Deák utca                                  | 9  | Palota                                     |
| 20 | Széchenyi tér                              | 8  | 104, 231, Palota Helyközi buszok           |
| ∫  | Rákospalota, Fő út                         | 7  | 24, 104, 170, 231, Palota 12               |
| 22 | Csobogós utca                              | 6  | 24, 104, 170, 231, Palota 12               |
| 24 | Közvágóhíd tér                             | 5  | 24, 170, Palota                            |
| 25 | Kovácsi Kálmán tér                         | 4  | 25, 25, 170                                |
| 26 | Árokhát út                                 | 3  | 25, 25, 170 Rákospalota-Kertváros          |
| 27 | Rákospalota, Székely Elek út               | 2  | 25, 25, 170                                |
| 28 | Mélyfúró utca                              | ∫  |                                            |
| 28 | Volán-telep                                | ∫  |                                            |
| 29 | Szemétégető                                | ∫  |                                            |
| ∫  | Szemétégető                                | 1  |                                            |
| 30 | Károlyi Sándor út                          | ∫  |                                            |
| 31 | Rákospalota, MEDIMPEX végállomás           | 0  |                                            |